# Łazin
Łazin [pronunciación en polaco: /ˈwaʑin/] es un pueblo ubicado en el distrito administrativo de Gmina Bielawy, dentro del Distrito de Łowicz, Voivodato de Łódź, en Polonia central. Se encuentra aproximadamente a 7 kilómetros al noroeste de Bielawy, a 26 kilómetros al oeste de Łowicz, y a 36 kilómetros al norte de la capital regional Łódź.